# アザマト・アブドゥライモフ
アザマト・アブドゥライモフ (ラテン文字:Azamat Abduraimov、ウズベク語: Азамат Абдураимов、1966年4月27日 - ) は、ウズベキスタン・タシュケント出身の元プロサッカー選手、サッカー指導者である。現役時代のポジションはFW。

## 概要
アザマト・アブドゥライモフは1966年にタシュケントで生まれた。彼の父ベラドル・アブドゥライモフは20世紀で最も得点を決めたウズベク人サッカー選手であり、パフタコール・タシュケントでも有数の選手だった。アザマトが3歳のとき、彼の父はモスクワへ行きCSKAモスクワでプレーした。
アザマトはスパルタク・モスクワの下部組織 (ФШМ) に入りプロサッカー選手を目指すことになった。ソビエト連邦時代は、SKAロストフ・ナ・ドヌやCSKAモスクワでプレーした。

### パフタコール
アザマトが獲得したタイトルの多くはパフタコール・タシュケントで獲得したものである。彼はパフタコール・タシュケントに3回加入し合計で7シーズン以上に渡ってプレー、60ゴール以上を挙げた。最初にプレーした1987年から1990年まではパフタコールはソビエト連邦サッカーリーグに所属しており、彼はソ連リーグで25ゴールを挙げた。1990年シーズンの途中でアザマトはスパルタク・モスクワへと移籍した。
1996年、再度パフタコール・タシュケントへと加入し、3シーズンをパフタコールでプレー、ウズベク・リーグで37ゴールを挙げた。1998年にはリーグ優勝を、1997年にはカップ戦優勝を果たした。
2000年に再びパフタコールに加入、1シーズンプレーした。

### スパルタク・モスクワ
1990年、アザマトはスパルタク・モスクワへと加入したが、トップチームでの出場は3試合しかなく、主にリザーブチームで得点を量産していた。しかし、トップチームでのプレーを希望しパミール・ドゥシャンベへと移籍した。

### ソビエト連邦外の国へ
1991年にソビエト連邦が崩壊しウズベキスタンが独立すると、アザマトは旧ソビエト連邦外の国でプレーするようになった。彼は外国のサッカーリーグでプレーした初のウズベク人サッカー選手である。彼はバングラデシュ、マレーシア、サウジアラビア、インドとソビエト連邦外の4カ国でプレーした。

### ウズベキスタン代表
アブドゥライモフはサッカーウズベキスタン代表で22試合に出場した。1994年に広島で開催されたアジア競技大会にも参加、主力選手として活躍し、ウズベキスタン代表の優勝に貢献した。また、AFCアジアカップ1996や1998 FIFAワールドカップ・アジア予選にも出場している。
アジア競技大会準決勝の韓国代表戦では決勝点を挙げ、1-0での勝利に貢献した。このゴールはウズベキスタンのサッカーの歴史の中でも最高のゴールとされている。
彼はフットサルのウズベキスタン代表としてもプレーし、2003年にクアラルンプールで開催されたワールド5 フットサルでは日本代表を脅かし次年度に開催されたAFCフットサル選手権のフットサルレポートには彼の欠場について触れられている。

## 引退後
アブドゥライモフは2002年に引退試合を開催し、ウズベキスタンでは最も観客数を集めたスポーツの試合となった。
2002～2003年、彼はウズベク・リーグ2部のNBUアジアで選手兼監督を務めた。2003年にはインドネシアで開催されたAFCフットサル選手権のウズベキスタン代表としてプレーした。
2004年、彼はフットサルウズベキスタン代表の監督に就任し、2004 AFCフットサル選手権を戦った。
2005年、アブドゥライモフはウズベキスタンのフットサルクラブ、アルドゥス (Ardus) の監督を務め、ウズベキスタンフットサル選手権で優勝に導いた。
2006年から2007年まではNative football foundationのGMを務め、翌年の2006年にはロシア高等コーチ養成学校を卒業した。
2008年、アブドゥライモフはFCブニョドコルでスポーツディレクターを務めた。2009年、2010年はディナモ・サマルカンドの監督を務めた。
2009年、アザマトはウズベキスタン年間最優秀監督賞において3位に入った。2010年、アブドゥライモフはコーチのPROライセンスを取得した。
2012年1月より現在まで、彼はU-23サッカーウズベキスタン代表のヘッドコーチを務めている。

## 獲得タイトル

### クラブ
- パフタコール
  - SSRウズベキスタン・カップ: 1988, 1989
- パフタコール・タシュケント
  - ウズベク・リーグ優勝: 1998
  - ウズベキスタン・カップ優勝: 1997
- モハメダンSCダッカ
  - Bリーグ: 1992, 得点王 (17ゴール)
- ナフバホール・ナマンガン
  - ウズベキスタン・カップ優勝: 1992
- パハンFA
  - マレーシアサッカーリーグ: 1994
- アル・ワフダ・メッカ
  - サウジ・プレミアリーグ: 1996

### 代表
- ウズベキスタン代表
  - アジア競技大会サッカー競技: 1994